# Södermanlands runinskrifter 307
Södermanlands runinskrifter 307 är en runinskrift som sedan 1932 finns i friluftsmuseet Torekällberget i Södertälje i Södertälje kommun.

## Inskriften
Translitterering av runraden:
ulfhiþin • auk : ku.....aiʀ : raistu : stain : þinsa : at : þurstin : faþur : sin
ul(f)hiþin · auk : au... ... ...aiʀ : raistu : stai(n) : þinsa : at : þurstin : faþur : sin :
Normalisering till runsvenska:
Ulfheðinn ok ... ... [þ]æiʀ ræistu stæin þennsa at Þorstæin, faður sinn.
Översättning till nusvenska:
Ulvheden och... de reste denna sten efter Torsten sin fader.
Tolkning: Ulvheden och Gu(nnar----d)e reste denna sten efter Torsten, sin fader.

## Beskrivning
Inskriften är från 1000-talet.
Runstenen är av rödaktig granit. Den är 1,3 meter hög, 0,9 meter bred och 0,22 meter tjock.
Stenen stod ursprungligen vid Igelsta kvarn, i Östertälje, varifrån den vid obekant tidpunkt flyttades till Södertälje. Där stod den uppställd vid Mälaregatan, innan den år 1932 överfördes till sin nuvarande plats. Stenen är avslagen i toppen.
När stenen blev flyttad in i staden är obekant. År 1870 upptogs den, enligt Olof Hermelin, "ur en förstugutrappa i fru Kindgrens hus i Södertelje stad" och restes "helt nära kanalen i en trädgård, tillhörande samma tomt". Vid Erik Brate besök 1897 stod den rest "i trädgården i fröken Kingrens gård, Mälaregatan 8". Man visste då — liksom senare 1924, då efterforskningar gjordes — inte annat än att den stått där i alla tider. Då tomten år 1910 styckades, flyttades stenen 8—10 meter västerut, från en tomt i kvarteret Silen till en annan tomt i samma kvarter. Här uppställdes den snett i hörnet mellan ett mindre hus på gården och ett plank mellan tomterna. År 1924 biföll Riksantikvarien en begäran från Östra Södermanlands Kulturhistoriska förening att få flytta stenen till föreningens museum vid Oxbacksgatan. När detta sedan år 1932 överfördes till Torekällberget, medgav Riksantikvarien stenens förflyttning till en plats inom friluftsmuseets område, några meter om infartsvägen till Råbygården.
På den förlorade övre delen har i den yttre slingan, utom det namn som börjar med ku-, funnits plats för åtminstone ännu ett namn. Stenen är sålunda rest av tre (eller flera) söner över deras fader Torsten. Namnet Ulvheden är ej säkert belagt i någon annan svensk runinskrift; det förekommer möjligen på en uppländsk runristad gravsten.
Inskriften står i en enkel slinga utan någon ornamentik; den följer stenens ytterkonturer och går sedan i tvära vinklar inåt och uppåt i stenens mitt. Samma enkla komposition finnes på en numera försvunnen sten vid Turinge kyrka (Sö 339). Troligen är de utförda av samme ristare. Mönstret påminner om flera, tidiga uppländska runristningar.